# 2013년 3월
| 2013년: 1월 · 2월 · 3월 · 4월 · 5월 · 6월 · 7월 · 8월 · 9월 · 10월 · 11월 · 12월 |

| <          | 2013년 3월 | 2013년 3월  | 2013년 3월 | 2013년 3월 | 2013년 3월  | >          |
| 일         | 월         | 화          | 수         | 목         | 금          | 토         |
|            |            |             |            |            | 1 1.20 병인 | 2 21 정묘  |
| 3 22 무진  | 4 23 기사  | 5 24 경오   | 6 25 신미  | 7 26 임신  | 8 27 계유   | 9 28 갑술  |
| 10 29 을해 | 11 30 병자 | 12 2.1 정축 | 13 2 무인  | 14 3 기묘  | 15 4 경진   | 16 5 신사  |
| 17 6 임오  | 18 7 계미  | 19 8 갑신   | 20 9 을유  | 21 10 병술 | 22 11 정해  | 23 12 무자 |
| 24 13 기축 | 25 14 경인 | 26 15 신묘  | 27 16 임진 | 28 17 계사 | 29 18 갑오  | 30 19 을미 |
| 31 20 병신 |            |             |            |            |             |            |

| - 3월 25일 - 하대돈(前 국회의원) - 3월 20일 - 질루르 라만 - 3월 7일 - 김종완(前 국회의원) - 3월 7일 - 이병용(前 국회의원) - 3월 5일 - 고원준(前 국회의원) - 3월 5일 - 우고 차베스 - 3월 3일 - 이석용(前 국회의원) - 3월 1일 - 김인기(前 공군참모총장) 편집하기 |

## 2013년3월 26일(화요일)
정치
- 북한 인민군 최고사령부 성명을 통해 1호 전투근무태세에 진입한다고 밝히다.

사회
- 전국 7개 지방자치단체가 사용하는 통합전산센터, 기획재정부 홈페이지, YTN 및 계열사 홈페이지, 탈북자 단체인 자유북한방송과 대북 인터넷 매체 데일리NK 홈페이지가 전산망 장애가 발생해 큰 혼란을 일으키다.

## 2013년3월 25일(월요일)
국제
- 중앙아프리카 공화국에서 반군이 수도 방기를 점령하고 프랑수아 보지제 대통령이 국가를 탈출하다.

## 2013년3월 22일(금요일)
국제
- 저스틴 웰비가 새로운 캔터베리 대주교로 착좌하다.

## 2013년3월 21일(목요일)
사회
- 헌법재판소가 박정희 정부 시절 발표됐던 긴급조치 1호, 2호, 9호를 전원일치로 위헌 판결을 내리다.

## 2013년3월 20일(수요일)
사회
- 3·20 전산 대란이 발생하여 KBS, MBC, YTN 등의 주요 언론사와 신한금융그룹의 계열사, 농협은행 등의 주요 금융업계가 서버가 악성코드를 통해 서버 전산망이 마비되다.

## 2013년3월 19일(화요일)
국제
- 로마 가톨릭 교회 266대 교황 프란치스코가 교황으로 즉위하였다.

## 2013년3월 17일(일요일)
정치
- 박근혜 정부의 정부조직법 개정안 협상이 타결되다.

## 2013년3월 14일(목요일)
과학
- 유럽입자물리연구소(CERN)는 '신의 입자'라고 불리는 힉스 입자를 발견했다고 공식 발표하다.

국제
- 시진핑이 중화인민공화국의 주석으로 취임하다.

경제
- 한국은행 금융통화위원회가 기준금리를 2.75%로 동결하다.

## 2013년3월 13일(수요일)
국제
- 프란치스코가 제266대 교황으로 선출되다.

## 2013년3월 11일(월요일)
사회
- 승부조작 혐의를 받고 있는 강동희 원주 동부 프로미 감독이 검찰에 구속되다.

## 2013년3월 8일(금요일)
국제
- 유엔 안보리가 북한의 3차 핵실험에 대한 고강도 제재 결의안(2094호)이 만장일치로 통과되다.

## 2013년3월 7일(목요일)
과학
- 새롭게 발견된 Y-염색체 하플로그룹이 Y염색체 아담의 역사를 33만 8천년 전까지 연장시키다.

## 2013년3월 5일(화요일)
국제
- 우고 차베스 베네수엘라 대통령이 사망하다.